# Johann Ludwig Lemmé
Johann Ludwig Lemmé (* 20. Januar 1762 in Frankfurt am Main; † 8. Januar 1829 ebenda) war ein Kaufmann und Politiker der Freien Stadt Frankfurt.

## Leben
Lemmé war Handelsmann (Firma Joh. Ludwig Lemmé & Comp.) in Frankfurt am Main. Er handelte in Kolonialwaren und wirkte als Spediteur. Von 1816 bis 1820 war er Mitglied der Frankfurter Handelskammer. 1818 gehörte er dem Gesetzgebenden Körper der Freien Stadt Frankfurt an.